# Wurdastom bullata
Wurdastom bullata är en tvåhjärtbladig växtart som först beskrevs av John Julius Wurdack, och fick sitt nu gällande namn av B.Walln.. Wurdastom bullata ingår i släktet Wurdastom och familjen Melastomataceae. Inga underarter finns listade i Catalogue of Life.